# Шерхан-Бандар
Шерхан-Бандар (пушту شېرخان بندر‎), также Шерхан, Ширхан — пограничный посёлок и речной порт в Афганистане, на границе с Таджикистаном, на южном берегу реки Пяндж, напротив таджикского пограничного посёлка Нижний Пяндж, к западу от афганского города Имамсахиб. Административно относится к району Имамсахиб вилаята Кундуз.

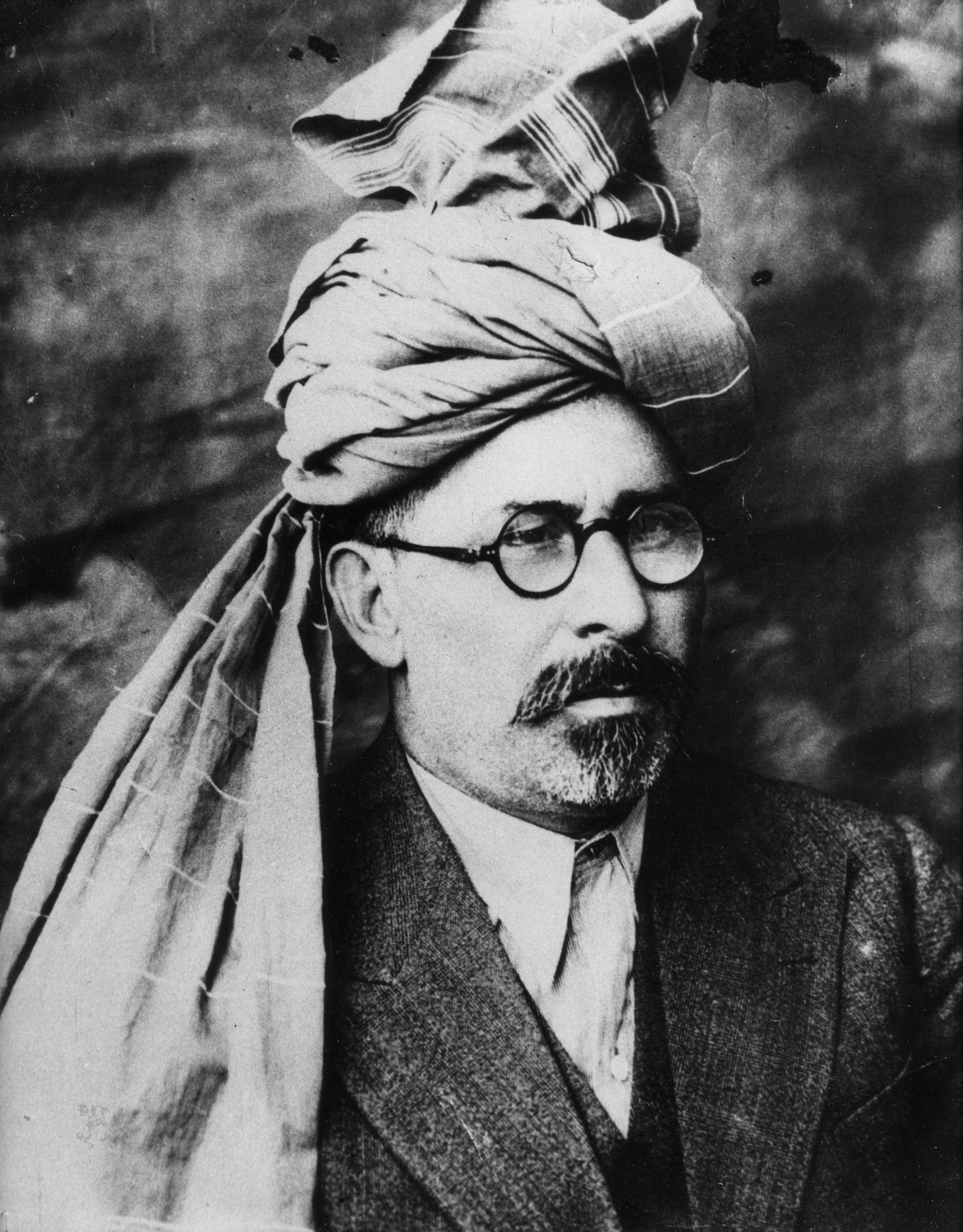
Шерхан Нашер, ок. 1910

Прежнее название Кызылкала. Назван Шерханом по имени правителя пуштунов Шерхана Нашера, деда Гуляма Наби Нашера (1926—2010) и отчима Гуляма Сарвара Нашера (1922—1984) — президента государственно-частной компании (ширкета) «Спинзар» («Белое золото», основана в 1954 году). «Бандар» (перс. بندر‎) означает «порт».
В Шерхан-Бандаре находится пункт пропуска через государственную границу. В 2001 году, после начала войны в Афганистане 2001—2021 годов в порту Шерхан-Бандар начала устойчивую работу паромная переправа. В 2007 году открыт афгано-таджикский мост в Нижнем Пяндже. Этот пограничный переход рассматривается как основной транзитный маршрут, связывающий Афганистан и Пакистан с Таджикистаном и Кыргызстаном. Через Шерхан-Бандар строится железная дорога Туркменистан — Афганистан — Таджикистан. В Шерхан-Бандаре находится сухой порт.
В начале 1958 года советскими специалистами в Шерхан-Бандаре построена нефтебаза и начато строительство грузового речного порта.
В ноябре 1959 г. в районе пристани Кызылкала потерпел аварию афганский грузовой теплоход. Судно получило повреждение и легло на грунт. Благодаря операции советских речников Термезского порта во главе с капитаном-наставником И. Рясловым и капитаном буксира «Новатор» С. Рясловым, нырявшим в холодную воду для установки пластырей, теплоход был спасён.
23 сентября 2000 года Шерхан-Бандар захватили первый раз талибы. Ситуация повторилась 21 июня 2021 года, КПП «Шерхан-Бандар» вновь был захвачен талибами.